# Fife Lake
Fife Lake es una villa ubicada en el condado de Grand Traverse en el estado estadounidense de Míchigan. En el Censo de 2010 tenía una población de 443 habitantes y una densidad poblacional de 142,18 personas por km².

## Geografía
Fife Lake se encuentra ubicada en las coordenadas 44°34′31″N 85°20′56″O / 44.57528, -85.34889. Según la Oficina del Censo de los Estados Unidos, Fife Lake tiene una superficie total de 3.12 km², de la cual 1.94 km² corresponden a tierra firme y (37.66%) 1.17 km² es agua.

## Demografía
Según el censo de 2010, había 443 personas residiendo en Fife Lake. La densidad de población era de 142,18 hab./km². De los 443 habitantes, Fife Lake estaba compuesto por el 95.71% blancos, el 0.68% eran afroamericanos, el 1.58% eran amerindios, el 0% eran asiáticos, el 0% eran isleños del Pacífico, el 0% eran de otras razas y el 2.03% pertenecían a dos o más razas. Del total de la población el 1.81% eran hispanos o latinos de cualquier raza.